# Прощальное обращение президента Эйзенхауэра
Прощальное обращение президента Эйзенхауэра (англ. Eisenhower's farewell address, также известное как «Прощальное обращение к нации президента Эйзенхауэра») было последним публичным выступлением Дуайта Эйзенхауэра в качестве президента Соединённых Штатов, произнесённым по телевидению 17 января 1961 года.
Прежде всего, речь известна содержащимся в ней предупреждением о возможном приобретении «военно-промышленным комплексом» необоснованного влияния в правительственных кругах.
Вплоть до последнего мирового конфликта, в котором мы приняли участие, Соединённые Штаты не имели военной промышленности. Американские производители плуга могут, при необходимости, изготовить и меч. Но мы больше не можем рисковать безопасностью, импровизируя на ходу. Мы были вынуждены создать постоянную военную промышленность огромных размеров. Помимо этого, три с половиной миллиона человек работает на министерство обороны. Наши ежегодные расходы на оборону превышают совокупную прибыль всех американских компаний.
Этот альянс огромного военного ведомства и крупной военной промышленности является новым для американской жизни. Его тотальное влияние — экономическое, политическое и даже духовное — ощущается в каждом городе, в каждом правительственном учреждении, в каждом офисе федерального правительства. И хотя мы признаем совершенную необходимость такого развития событий, мы не должны недооценивать всю серьёзность последствий. Это касается нашего труда, ресурсов, основных средств к существованию, да и самого устройства нашего общества.

В правительственных кругах мы должны сопротивляться приобретению, намеренному или ненамеренному, военно-промышленным комплексом необоснованного влияния. Вероятность разрушительного усиления такого влияния существует и будет существовать в будущем. Мы не должны допускать, чтобы этот альянс угрожал нашим свободам и демократическим процедурам. Мы ничего не должны принимать на веру. Только информированное и бдительное гражданское общество сможет заставить этот союз крупной промышленности и оборонного ведомства соответствовать нашим мирными методам и целям с тем, чтобы безопасность и свобода могли сосуществовать.
Сам термин «военно-промышленный комплекс» («military-industrial complex») был введён в политический лексикон именно в этой речи и в англоязычной литературе продолжает использоваться в контексте высказанных Эйзенхауэром предостережений.
Кроме того, речь содержала предупреждение о коррупции науки через централизацию государственного финансирования научных исследований. По мнению Эйзенхауэра, это может привести к появлению «научно-технической элиты», которая будет способна манипулировать обществом.
Перспектива попадания ученых в зависимость от государственного финансирования, власти денег вполне реальна, и её следует воспринимать со всей серьёзностью. И как бы уважительно мы не относились к научным исследованиям, мы должны серьёзно воспринимать и противоположную по характеру угрозу, а именно угрозу того, что государственная политика станет заложницей интересов научно-технической элиты.